# Mai Murakami
Mai Murakami (* 5. August 1996 in Sagamihara) ist eine ehemalige japanische Kunstturnerin. Sie wurde 2017 und 2021 Weltmeisterin im Bodenturnen. Bei den Olympischen Sommerspielen 2020 in Tokio gewann sie eine Bronzemedaille im Bodenturnen.

## Karriere
Murakami nahm im Jahr 2013 in Antwerpen erstmals an Weltmeisterschaften teil. Sie erreichte dort den vierten Platz im Finale im Bodenturnen. Bei den nächsten zwei Weltmeisterschaften erreichte sie mit der japanischen Mannschaft jeweils das Finale im Mehrkampf, im Jahr 2015 außerdem den sechsten Platz im Einzelmehrkampf. Bei den Olympischen Spielen 2016 in Rio de Janeiro gelang Murakami der Einzug in drei olympische Finals. Mit der japanischen Mannschaft wurde sie Vierte, während sie im Einzelmehrkampf Platz 14 und im Bodenturnen Platz 7 erreichte.
Ihre erste Medaille bei Weltmeisterschaften gewann Murakami 2017 in Montreal, als sie vor Jade Carey Weltmeisterin im Bodenturnen wurde. Mit vierten Plätzen im Mehrkampf und am Schwebebalken verpasste sie knapp zwei weitere Medaillen. Bei ihren zweiten Olympischen Spielen, im Jahr 2021 in Tokio, gewann Murakami ihre erste olympische Medaille. Dies gelang ihr im Bodenturnen, wo sie hinter Jade Carey und Vanessa Ferrari zusammen mit Angelina Melnikowa Bronze gewann. Murakami war die erste japanische Kunstturnerin überhaupt, die eine olympische Medaille in einem Einzelfinale im Kunstturnen gewann.
Bei ihrer sechsten Teilnahme an Weltmeisterschaften, 2021 in Kitakyūshū, wurde Murakami erneut Weltmeisterin im Bodenturnen, zudem gewann sie die Bronzemedaille am Schwebebalken. Nach den Weltmeisterschaften 2021 beendete sie ihre Karriere.